# Марія Дунін-Козіцька
Марія Дунін-Козіцька (пол. Maria Dunin-Kozicka; 12 листопада 1877, Одеса — 12 січня 1948, Краків) — польська письменниця.

## Життєпис
Народилась в Одесі у родині лікаря, який після повстання 1863 року був переселений у Росію. 
Навчалась у приватному пансіоні та на Вищих жіночих курсах А. Бранецького у Кракові. 
У 1900 році стала дружиною поміщика й до 1920 року мешкала в Україні, неподалік Києва. Повернувшись до Польщі, оселилась у Варшаві, а після Другої світової війни у Кракові.

## Твори
- «Буря зі Сходу» — «Burza od Wschodu» /1925/.
- «Переорані шляхи» — «Przeorane szlaki» /1928 — 1930/.